# Felistella
A Felistella (FELISTELLA株式会社) gifui székhelyű japán videójáték-fejlesztő cég, melyet a Flight-Plan egykori alkalmazottai alapítottak 2010 júliusában. A vállalat 2015 áprilisában pénzügyi szövetséget kötött az Idea Factoryvel, amely keretében az Idea Factory megszerezte a Felistella részvényeinek bizonyos százalékát.

## Videójátékai
| Megjelenés | Cím                                                    | Kiadó              | Platform             |
| ---------- | ------------------------------------------------------ | ------------------ | -------------------- |
| 2012       | Agareszt szenki: Mariage                               | Compile Heart      | PlayStation Portable |
| 2012       | Summon Night 3 (PlayStation Portable-átirat)           | Bandai Namco Games | PlayStation Portable |
| 2012       | Summon Night 4 (PlayStation Portable-átirat)           | Bandai Namco Games | PlayStation Portable |
| 2013       | Summon Night 5                                         | Bandai Namco Games | PlayStation Portable |
| 2013       | Hyperdimension Neptunia Re;Birth 1                     | Compile Heart      | PlayStation Vita     |
| 2014       | Hyperdimension Neptunia Re;Birth 2: Sisters Generation | Compile Heart      | PlayStation Vita     |
| 2014       | Hyperdimension Neptunia Re;Birth 3: V Generation       | Compile Heart      | PlayStation Vita     |
| 2015       | Koesta                                                 | Think & Feel       | Android, iOS         |
| 2015       | Luminous Arc Infinity                                  | Marvelous          | PlayStation Vita     |
| 2015       | Superdimension Neptune vs Sega Hard Girls              | Compile Heart      | PlayStation Vita     |
| 2016       | Genkai tokki: Seven Pirates                            | Compile Heart      | PlayStation Vita     |
| 2017       | Genkai tokki: Castle Panzers                           | Compile Heart      | PlayStation 4        |
| 2019       | Azur Lane Crosswave                                    | Compile Heart      | PlayStation 4        |

1. ↑  Az Idea Factory és a Red Entertainment cégekkel való közös fejlesztés.
2. 1 2 3  Az Idea Factory és a Compile Heart cégekkel való közös fejlesztés.